# Parathormoon

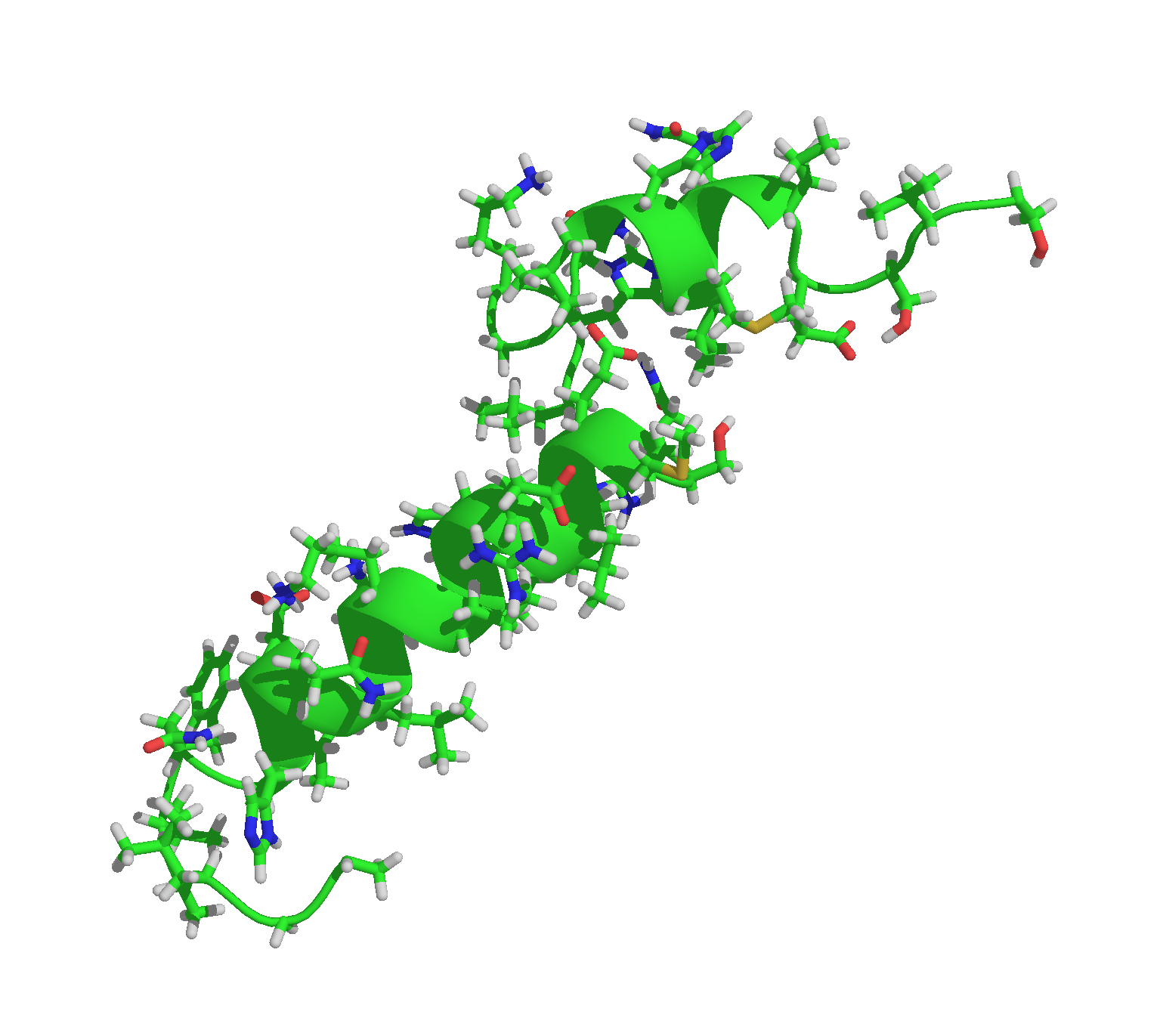
Model

Parathormoon, parathyreoïdhormoon of PTH is een hormoon dat bestaat uit 84 aminozuren en wordt geproduceerd door de bijschildklieren. Samen met vitamine D en calcitonine reguleert PTH de concentratie van het calcium in het bloed. Door een direct effect op de botten en nieren en een indirect effect (via vitamine D) op de darm zorgt PTH voor een verhoging van de calciumspiegel.

## Werkingsmechanisme
De PTH producerende cellen in de bijschildklieren bevatten calciumgevoelige receptoren, waardoor deze cellen kunnen reageren op veranderingen in de calciumspiegel van het bloed. Bij een verlaging van de calciumspiegel wordt de productie en afgifte van PTH gestimuleerd. Bij stijging van de calciumspiegel wordt de PTH-productie en -afgifte geremd. Voor zowel de productie als afgifte van PTH is aanwezigheid van voldoende magnesium nodig.
PTH stimuleert de terugresorptie van calcium in de nieren en zet osteoclasten aan om botresorptie te stimuleren, waarbij calcium en fosfaat vrijkomen in het bloed. Daarnaast zorgt PTH voor het verlagen van de fosfaatspiegel door de bevordering van de uitscheiding van fosfaat door de nieren. In de nieren stimuleert PTH ook de vorming van actief vitamine D (1α,25 dihydroxycholecalciferol) wat betrokken is bij de opname van calcium in de darm. Hierdoor verschuift de calcium-fosfaatbalans ten voordele van calcium.
Het PTH kan als een antagonist van calcitonine worden beschouwd  dat in tegenstelling tot het PTH de botafbraak verhindert.

## Klinisch
In het klinisch chemisch laboratorium wordt de hoeveelheid PTH in het bloed gemeten wanneer er problemen zijn met de calciumhuishouding in het lichaam. De hoeveelheid PTH in relatie tot de calciumspiegel geeft de arts informatie over de oorzaak van het probleem.

### Hyperparathyreoïdie
Wanneer de bijschildklieren te veel PTH produceren door bijvoorbeeld de aanwezigheid van een adenoom dan spreekt men van een primaire hyperparathyreoïdie. Dit gaat gepaard met een hypercalciëmie (hoge calciumspiegel) en de daarbij horende klachten van onder andere moeheid, misselijkheid, verlies van eetlust, dorst en darmverstoppingen. Bijschildklieradenomen kunnen operatief verwijderd worden. Vaak wordt nog tijdens de operatie het PTH in het laboratorium gemeten, zodat de chirurg zeker weet of het adenoom geheel is verwijderd. Wanneer het adenoom succesvol is verwijderd, zal de calciumhuishouding zich weer normaliseren en zullen de klachten verdwijnen. 
Bij patiënten met chronisch nierfalen is er meestal sprake van een hypocalciëmie (lage calciumspiegel). Als gevolg hiervan stijgt de productie van PTH in de bijschildklieren en ontstaat een secundaire hyperparathyreoïdie, die meestal gepaard gaat met hyperplasie (vergroting) van de bijschildklier. In een aantal van deze patiënten ontwikkelt deze hyperplasie zich na verloop van tijd tot een autonoom PTH-producerend adenoom, men spreekt dan van een tertiaire hyperparathyreoïdie. 
Een hyperparathyreoïdie kan ook ontstaan ter compensatie van een vitamine D-tekort. Via PTH wordt dan het tekort aan calcium, wat door verminderde opname via de darm is ontstaan, aangevuld. 
Sommige kwaadaardige tumoren produceren een eiwit dat sterk op PTH lijkt en daardoor ook de PTH-receptoren kan activeren. Dit zogenaamde PTH-related peptide kan net als PTH een hypercalciëmie veroorzaken, met als gevolg dat de afgifte van het natuurlijke PTH uit de bijschildklieren wordt onderdrukt. Ook het PTH-related peptide kan in het laboratorium gemeten worden.

### Hypoparathyreoïdie en pseudohypoparathyreoïdie
Wanneer de bijschildklieren niet zijn aangelegd of beschadigd zijn door bijvoorbeeld een operatie aan de schildklier, bestraling of een auto-immuunziekte, dan kan een tekort aan PTH en vervolgens hypocalciëmie ontstaan. De klachten die hierbij horen zijn: spierkrampen, buikkrampen en tintelende vingers.  
Bij sommige mensen werken de bijschildklieren wel goed maar zijn de PTH-receptoren in de nieren niet of nauwelijks werkzaam. Hierdoor kan dan ook een hypocalciëmie ontstaan en men spreekt in zo’n geval van een pseudohypoparathyreoïdie. In tegenstelling tot een echte hypoparathyreoïdie wordt er, vanwege een lage calciumspiegel, juist veel PTH geproduceerd. Een hypocalciëmie op basis van een (pseudo)hypoparathyreoidie kan onder toezicht van een arts goed behandeld worden door middel van calciumsuppletie.